# Bajociense
| Era Eratema | Periodo Sistema | Época Serie         | Edad Piso                      | Inicio, en millones de años |
| ----------- | --------------- | ------------------- | ------------------------------ | --------------------------- |
| Mesozoico   | Cretácico       | Cretácico           | Cretácico                      | 143,1                       |
| Mesozoico   | Jurásico        | Superior / Tardío   | Titoniense Titoniano           | 149,2±0,7                   |
| Mesozoico   | Jurásico        | Superior / Tardío   | Kimmeridgiense Kimmeridgiano   | 154,8±0,8                   |
| Mesozoico   | Jurásico        | Superior / Tardío   | Oxfordiense Oxfordiano         | 161,5±1,0                   |
| Mesozoico   | Jurásico        | Medio               | Calloviense Calloviano         | 165,3±1,1                   |
| Mesozoico   | Jurásico        | Medio               | Bathoniense Bathoniano         | 168,2±1,2                   |
| Mesozoico   | Jurásico        | Medio               | Bajociense Bajociano           | 170,9±0,8                   |
| Mesozoico   | Jurásico        | Medio               | Aaleniense Aaleniano           | 174,7±0,8                   |
| Mesozoico   | Jurásico        | Inferior / Temprano | Toarciense Toarciano           | 184,2±0,3                   |
| Mesozoico   | Jurásico        | Inferior / Temprano | Pliensbachiense Pliensbachiano | 192,9±0,3                   |
| Mesozoico   | Jurásico        | Inferior / Temprano | Sinemuriense Sinemuriano       | 199,3±0,3                   |
| Mesozoico   | Jurásico        | Inferior / Temprano | Hettangiense Hettangiano       | 201,4±0,2                   |
| Mesozoico   | Triásico        | Triásico            | Triásico                       | 251,902±0,024               |

El Bajociense o Bajociano es el segundo piso y edad del Jurásico Medio en la escala temporal geológica. Sucede al Aaleniense y precede al Bathoniense. Se inició hace unos 170,9 millones de años y terminó hace unos 168,2 millones de años.
El Bajociense se introdujo en la literatura científica por el paleontólogo francés Alcide d'Orbigny en 1842. Recibe su nombre de la localidad de Bayeux (latinizado como Bajocae) en el departamento de Calvados (Francia).

## Sección estratotipo y punto de límite global (GSSP)
La sección estratotipo y punto de límite global (GSSP) para la base del Bajociense se encuentra en la sección de Murtinheira, en el cabo Mondego (Buarcos e São Julião, Figueira da Foz, Portugal). Se caracteriza por la primera aparición de los amonites Hyperlioceras mundum, Hyperlioceras furcatum, Braunsina aspera y Braunsina elegantula. El piso y el GSSP fueron aprobados por la Comisión Internacional de Estratigrafía a finales de 1995 y ratificados por la Unión Internacional de Ciencias Geológicas en enero de 1996.
El techo del Bajociense se define por el GSSP de la base del Bathoniense, caracterizado por la Comisión Internacional de Estratigrafía, que se caracteriza por la primera aparición de los amonites Gonolkites convergens (define la base de la zona Zigzagiceras zigzag) y Morphoceras parvum.

## Fauna del Calloviense

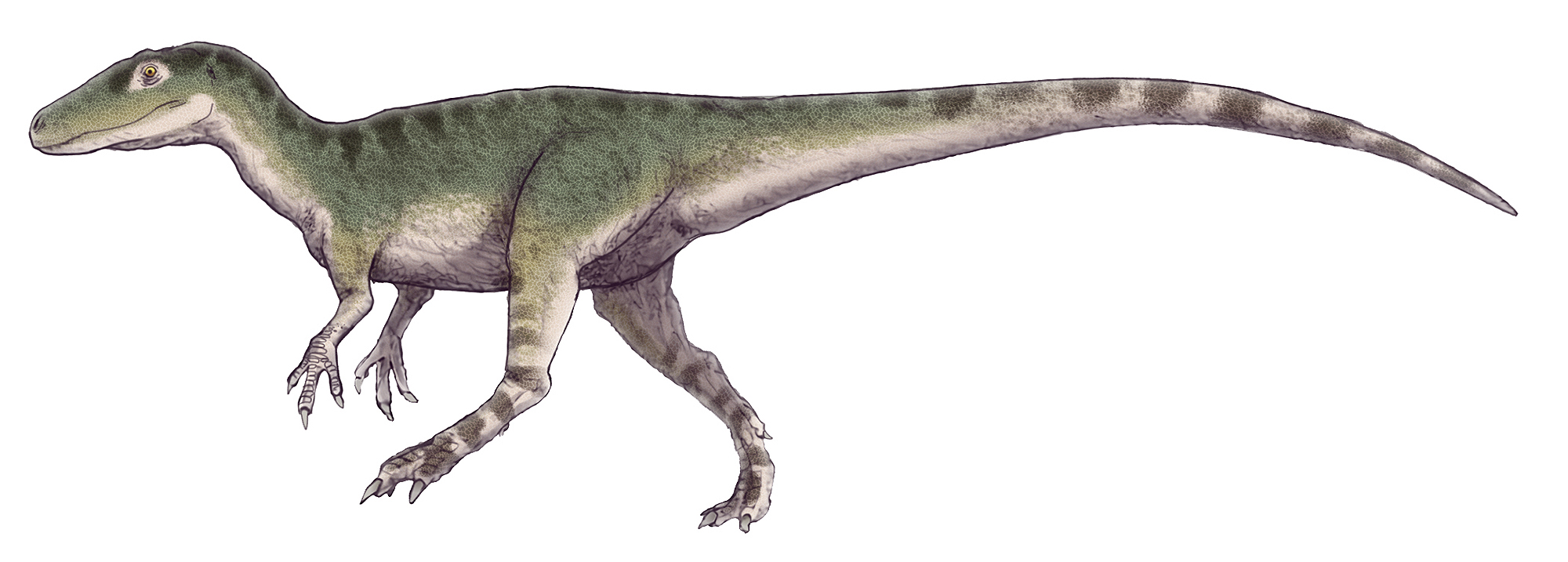
Magnosaurus.
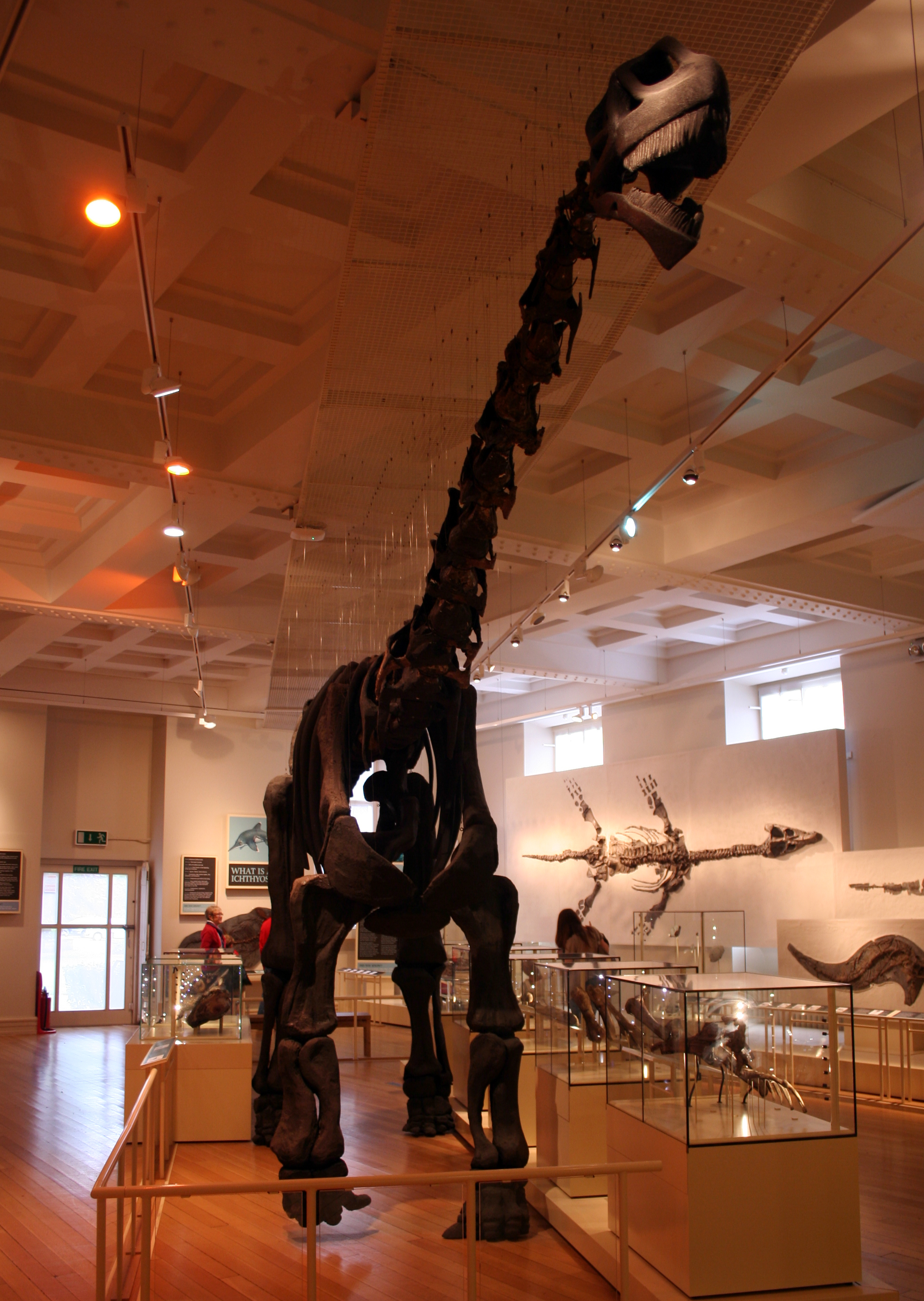
Cetiosaurus
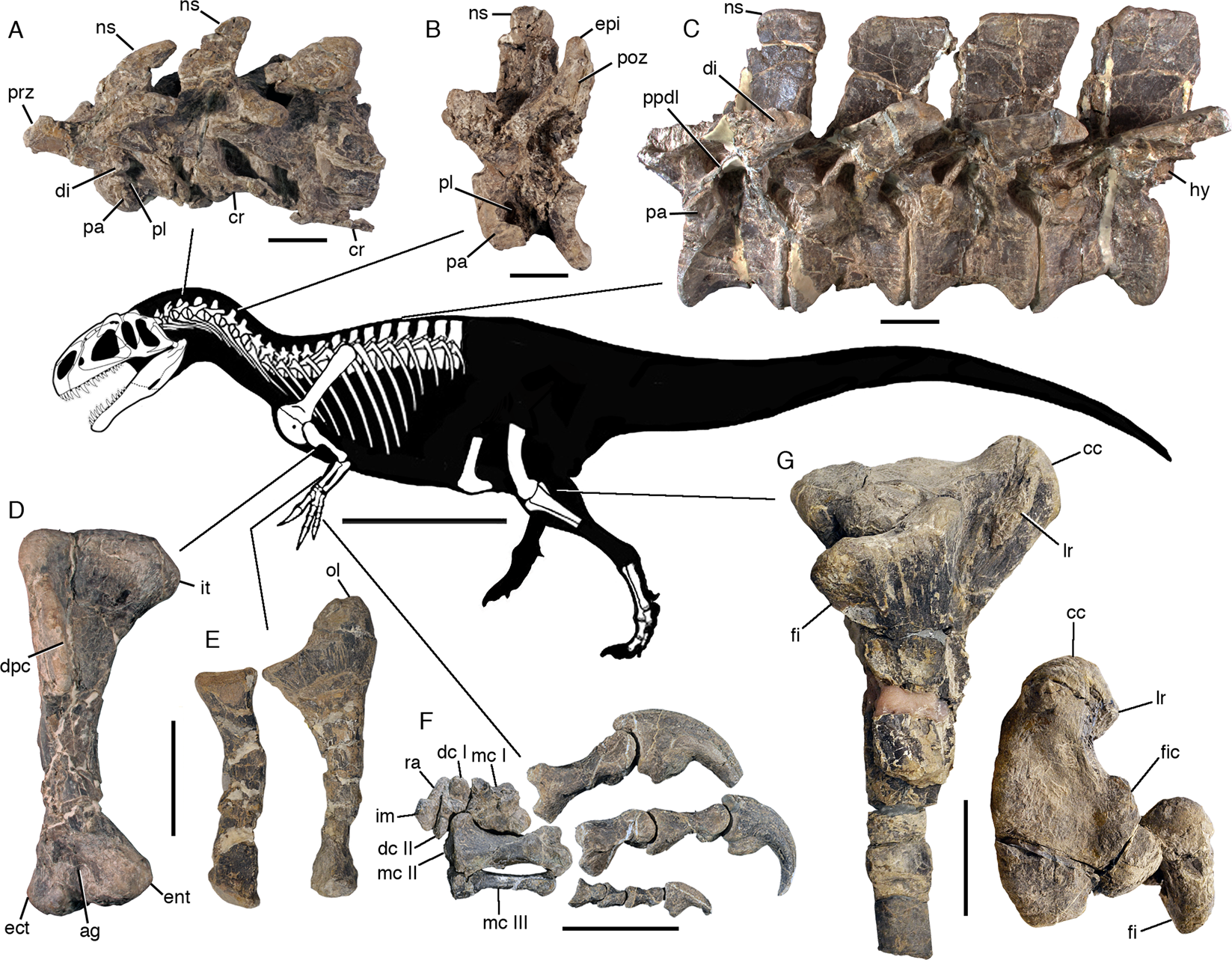
Fósiles de Asfaltovenator